# Quintana Redonda
Quintana Redonda ist ein Ort und eine zur bevölkerungsarmen Serranía Celtibérica gehörende Gemeinde (municipio) mit nur noch 512 Einwohnern (Stand: 2024) in der Provinz Soria im Osten der autonomen Gemeinschaft Kastilien-León in Spanien. Die Gemeinde besteht neben dem Hauptort Quintana Redonda aus den Ortschaften Fuentelaldea, Fuentelárbol, Izana, La Barbolla, La Revilla de Calatañazor, La Seca, Las Cuevas de Soria, Los Llamosos, Monasterio und La Ventosa.

## Lage
Quintana Redonda liegt auf einem Hügel am Río Linares ca. 18 km (Fahrtstrecke) südwestlich der Provinzhauptstadt Soria in einer Höhe von ca. 1025 m; bis nach Logroño sind es gut 95 km in Richtung Nordnordosten. Das Klima ist gemäßigt bis warm; Regen (ca. 511 mm/Jahr) fällt hauptsächlich im Winterhalbjahr.

## Bevölkerungsentwicklung
| Jahr      | 1970 | 1981 | 1991 | 2001 | 2011 | 2021 |
| Einwohner | 1112 | 841  | 677  | 570  | 546  | 496  |

Infolge der Mechanisierung der Landwirtschaft, der Aufgabe bäuerlicher Kleinbetriebe und des daraus resultierenden geringeren Arbeitskräftebedarfs ist die Einwohnerzahl seit der Mitte des 20. Jahrhunderts deutlich zurückgegangen.

## Wirtschaft
Grundlage des Lebens und Überlebens der jahrhundertelang als Selbstversorger lebenden Bewohner von Cigudosa war und ist die Landwirtschaft, zu der natürlich auch die Viehzucht gehört. Einige der leerstehenden Häuser wurden in den letzten Jahrzehnten zu Ferienwohnungen (casas rurales) umgebaut.

## Sehenswürdigkeiten
- Reste einer römischen Villa
- Kirche Mariä Himmelfahrt in Quintana Redonda
- Kirche Mariä Himmelfahrt in Los Llamosos
- Peterskirche in Las Cuevas de Soria
- Palast der Los González

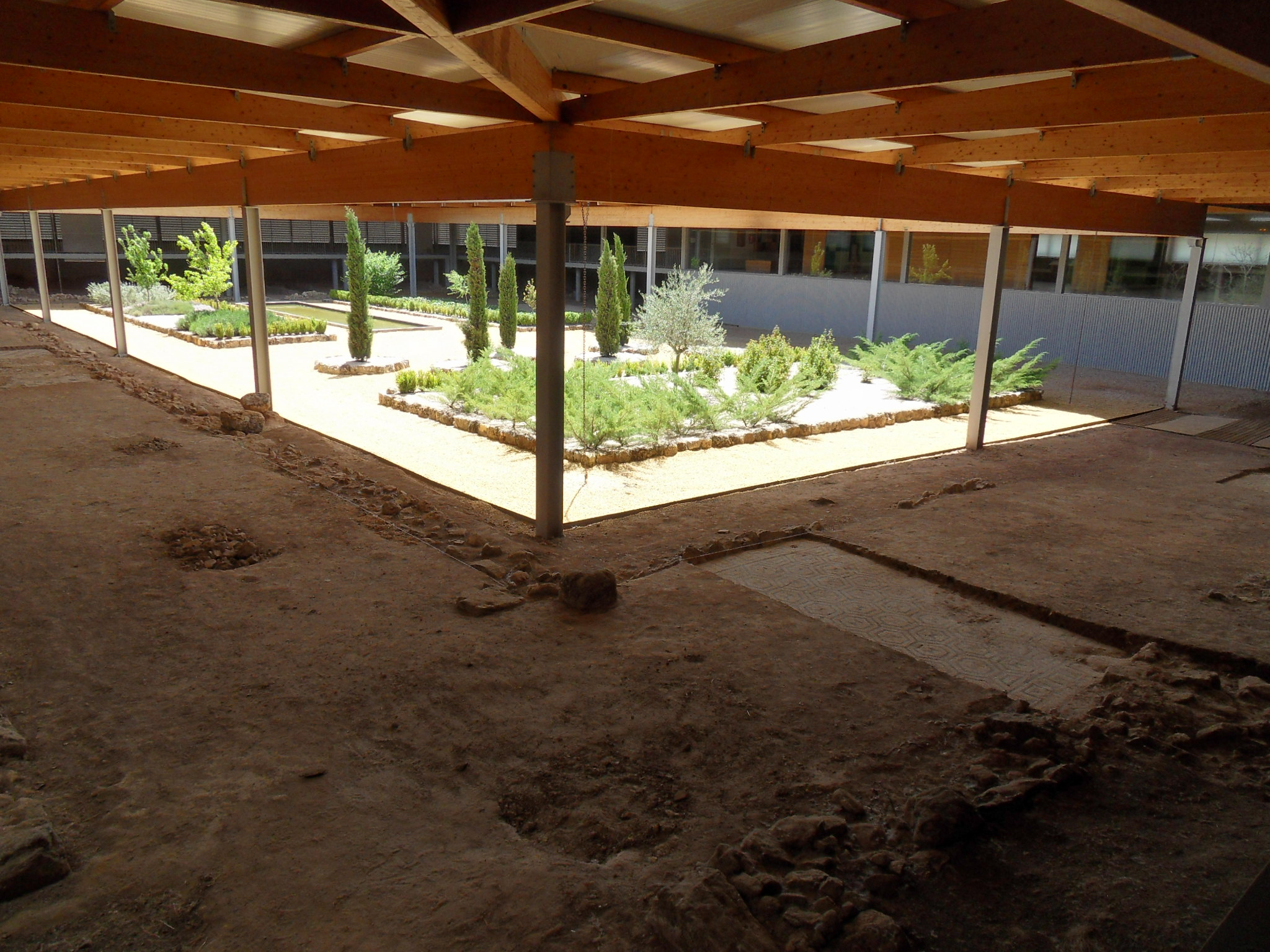
Grabungsstätte der römischen Villa
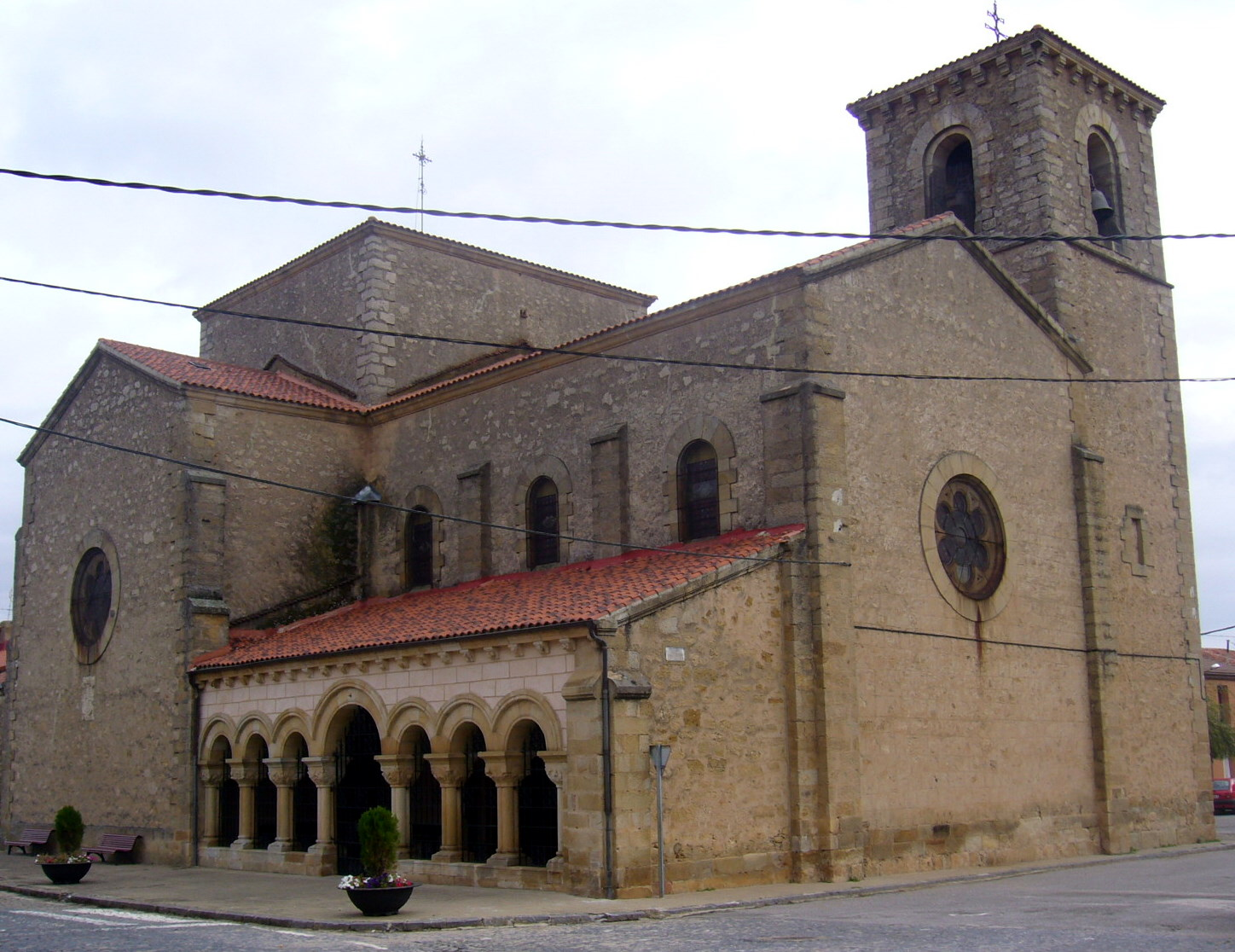
Kirche Mariä Himmelfahrt in Quintana Redonda
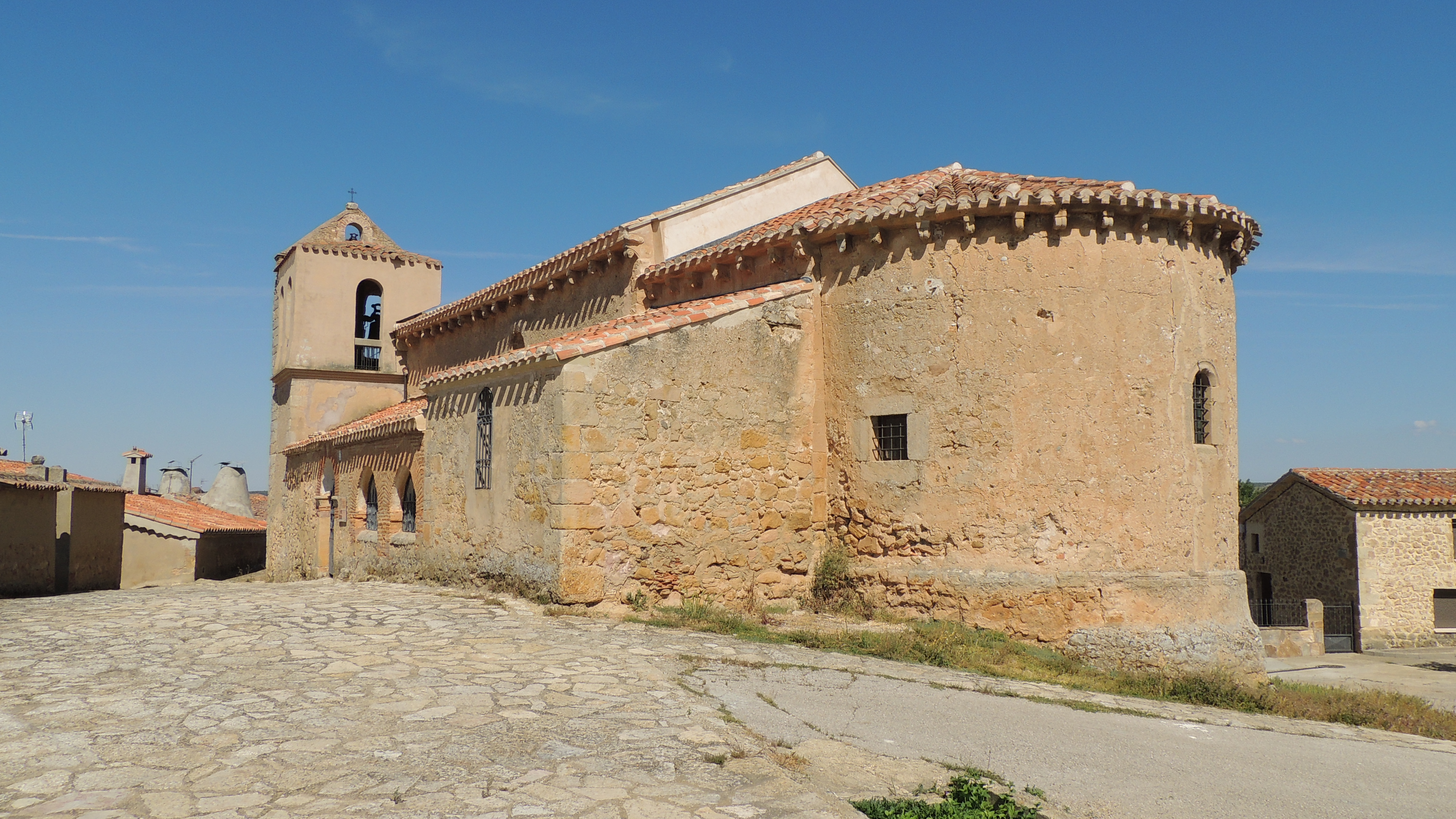
Kirche Mariä Himmelfahrt in Los Llamosos
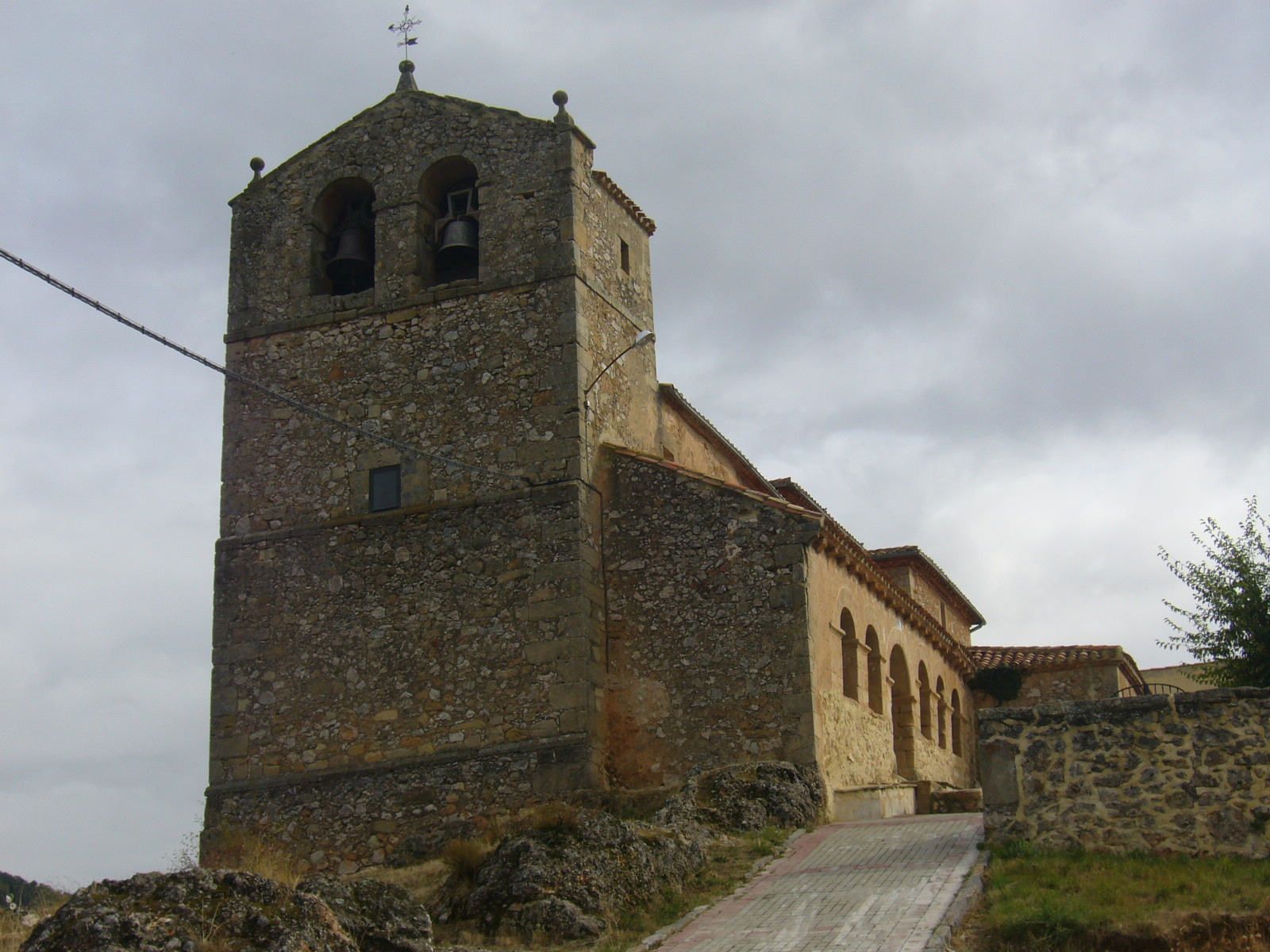
Peterskirche
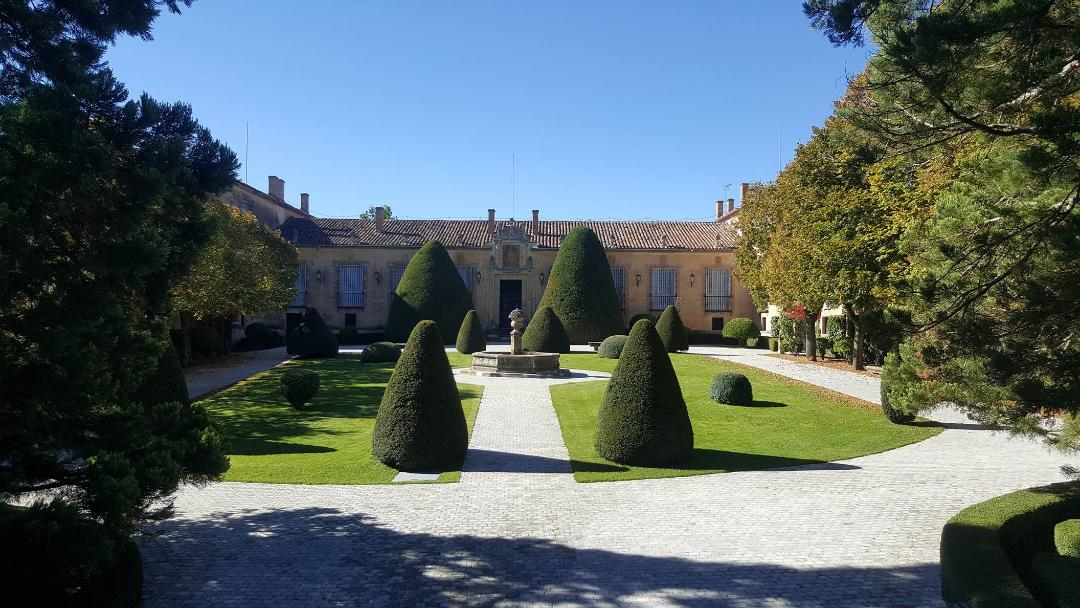
Palast der Los González de Gregorio